# Società nazionali di Croce Rossa e Mezzaluna Rossa
Le Società Nazionali della Croce Rossa o della Mezzaluna Rossa sono le unità base del Movimento Internazionale della Croce Rossa e della Mezzaluna Rossa. Queste, create in origine per soccorrere i soldati in tempo di guerra unitamente alla sanità militare, operano oggi in diverse attività, sia in tempo di guerra, che in tempo di pace. 
Esse costituiscono il Movimento Internazionale della Croce Rossa e della Mezzaluna Rossa assieme al Comitato internazionale e alla Federazione internazionale. Oltre a queste, fanno parte del movimento alcune entità tecniche con funzioni specifiche.

## Requisiti
Una Società Nazionale della Croce Rossa o della Mezzaluna Rossa per essere riconosciuta tale dal Comitato Internazionale deve soddisfare dei requisiti fondamentali:
- essere costituita nel territorio di uno Stato firmatario delle Convenzioni di Ginevra
- garantire l'uso dell'emblema della croce rossa, della mezzaluna rossa o del cristallo rosso su fondo bianco
- garantire l'uso della denominazione
- garantire il rispetto dei principi fondamentali del DIU
- essere l'unica presente nello Stato di fondazione
- coprire tutto il territorio nazionale
- avere una direzione centrale
- non fare distinzioni di sesso/razza/religione/classe sociale
- essere riconosciuta dal governo dello Stato di appartenenza come società di soccorso volontaria, ausiliaria dei pubblici poteri nel settore umanitario
- essere sufficientemente organizzata ed equipaggiata per far fronte ai compiti previsti sia in tempo di pace che di guerra

## Compiti
I compiti di una Società Nazionale della Croce Rossa o della Mezzaluna Rossa sono differenti, a seconda che la società si trovi in tempo di pace o in tempo di guerra.

### Compiti in tempo di pace
- Attività di Soccorso e socio-sanitarie
- Predisposizione di mezzi e materiali per intervenire in caso di conflitto o di catastrofe
- Addestramento di personale volontario
- Partecipazione in caso di catastrofe ai soccorsi in patria o all'estero
- Divulgazione dell'educazione sanitaria
- Realizzazione dei programmi educativi destinati alla gioventù
- Diffusione dei Principi Fondamentali del Movimento della Croce Rossa e della Mezzaluna Rossa e del Diritto internazionale umanitario

### Compiti in tempo di guerra
- Soccorso e cura ai feriti e agli ammalati
- Assistenza ai Prigionieri di guerra e agli internati civili
- Allestimento di ricoveri e distribuzione di viveri e soccorsi alla popolazione
- Ricerca dei dispersi e ricongiungimento familiare attraverso l'attivazione dell'Agenzia Nazionale di Ricerca.

## Nazioni aderenti
Le singole società nazionali che aderiscono al Movimento Internazionale della Croce Rossa e della Mezzaluna Rossa sono 191, a seguito dello scioglimento della Società Nazionale Nicaraguense nel maggio del 2023:
| Nazione                   | Simbolo | Denominazione/i ufficiale/i                                                                 | Denominazione in italiano                                       | Fondazione  | ICRC | IFRC             | Sito internet |
| ------------------------- | ------- | ------------------------------------------------------------------------------------------- | --------------------------------------------------------------- | ----------- | ---- | ---------------- | --- |
| Afghanistan               |         | (EN) Afghan Red Crescent Society                                                            | Società Afgana della Mezzaluna Rossa                            | 1934        | 1954 |                  | http://www.arcs.org.af Archiviato il 13 ottobre 2010 in Internet Archive.                                                  |
| Albania                   |         | (SQ) Kryqi i Kuq Shqiptar                                                                   | Croce Rossa albanese                                            | 1921        | 1923 | 1923             | http://www.kksh.org.al |
| Algeria                   |         | (FR) Croissant-Rouge Algérien (AR) الهلال الأحمر الجزائري                                   | Mezzaluna Rossa algerina                                        | 1962        |      |                  | http://www.cra-dz.org |
| Andorra                   |         | (CA) Creu Roja Andorrana                                                                    | Croce Rossa andorrana                                           | 1990        | 1994 | 1994             | http://www.creuroja.ad |
| Angola                    |         | (PT) Cruz Vermelha de Angola                                                                | Croce Rossa angolana                                            | 1978        | 1978 | 1978             | https://web.archive.org/web/20180511083515/http://www.cruzvermelha.og.ao/                                                  |
| Antigua e Barbuda         |         | (EN) Antigua and Barbuda Red Cross                                                          | Croce Rossa di Antigua e Barbuda                                | 1983        | 1983 | 1983             | http://www.caribbeanredcross.org/index.php/news/69-antigua-a-barbuda-news/151-antigua-a-barbuda-first-aid                  |
| Arabia Saudita            |         | (AR) هيئة الهلال الاحمر السعودي (EN) Saudi Red Crescent Authority                           | Autorità saudita della Mezzaluna Rossa                          |             |      |                  | http://www.saudiredcrescent.com Archiviato il 13 ottobre 2014 in Internet Archive.                                         |
| Argentina                 |         | (ES) Cruz Roja Argentina                                                                    | Croce Rossa argentina                                           |             |      |                  | http://www.cruzroja.org.ar                                                                                                 |
| Armenia                   |         | (HY) Հայերեն Կարմիր խաչի ընկերությունը (EN) Armenian Red Cross Society                      | Società armena della Croce Rossa                                |             |      |                  | http://www.redcross.am |
| Australia                 |         | (EN) Australian Red Cross                                                                   | Croce Rossa australiana                                         |             |      |                  | http://www.redcross.org.au                                                                                                 |
| Austria                   |         | (DE) Österreichisches Rotes Kreuz                                                           | Croce Rossa austriaca                                           |             |      |                  | http://www.roteskreuz.at                                                                                                   |
| Azerbaigian               |         | (AZ) Azərbaycan Qızıl Aypara Cəmyyəti (EN) Azerbaijan Red Crescent Society                  | Società della Mezzaluna Rossa dell'Azerbaigian                  |             |      |                  | http://www.redcrescent.az Archiviato il 20 dicembre 2016 in Internet Archive.                                              |
| Bahamas                   |         | (EN) Bahamas Red Cross Society                                                              | Società della Croce Rossa delle Bahamas                         |             |      |                  | |
| Bahrein                   |         | (EN) Bahrain Red Crescent Society                                                           | Società della Mezzaluna Rossa del Bahrain                       |             |      |                  | |
| Bangladesh                |         | (EN) Bangladesh Red Crescent Society                                                        | Società della Mezzaluna Rossa del Bangladesh                    |             |      |                  | |
| Barbados                  |         | (EN) Barbados Red Cross Society                                                             | Società della Croce Rossa di Barbados                           |             |      |                  | |
| Belgio                    |         | (NL) Belgische Rode Kruis (FR) Croix-Rouge de Belgique (DE) Belgisches Rotes Kreuz          | Croce Rossa del Belgio                                          | 1864        |      |                  | http://www.redcross.be |
| Belize                    |         | (EN) Belize Red Cross Society                                                               | Società della Croce Rossa del Belize                            |             |      |                  | |
| Benin                     |         | (FR) Croix-Rouge Benin                                                                      | Croce Rossa del Benin                                           | 1963        | 1963 | 1963             | |
| Bielorussia               |         | (BE) Белорусский Красный Крест'                                                             | Croce Rossa bielorussa                                          |             |      |                  | |
| Bolivia                   |         | (ES) Cruz Roja Boliviana                                                                    | Croce Rossa boliviana                                           |             |      |                  | |
| Bosnia ed Erzegovina      |         | (BS) Društvo Crvenog Križa Bosne i Hercegovine                                              | Croce Rossa di Bosnia ed Erzegovina                             |             |      |                  | http://www.rcsbh.org |
| Botswana                  |         | (EN) Botswana Red Cross Society                                                             | Società della Croce Rossa del Botswana                          | 1968        | 1970 |                  | |
| Brasile                   |         | (PT) Cruz Vermelha Brasileira                                                               | Croce Rossa brasiliana                                          |             |      |                  | http://www.cruzvermelha.org.br                                                                                             |
| Brunei                    |         | (EN) Brunei Darulassam Red Crescent Society                                                 | Società della Mezzaluna Rossa del Brunei Darulassam             |             |      |                  | |
| Bulgaria                  |         | (BG) Българският Червен кръст                                                               | Croce Rossa bulgara                                             |             |      |                  | |
| Burkina Faso              |         | (FR) Croix-Rouge Burkinabè                                                                  | Croce Rossa Burkinabé                                           | 1961        | 1962 | 1963             | |
| Burundi                   |         | (FR) Croix-Rouge du Burundi                                                                 | Croce Rossa del Burundi                                         | 1963        | 1963 | 1963             | |
| Cambogia                  |         | (KM) កាកបាទក្រហមកម្ពុជា (FR) Croix-Rouge cambodgienne (EN) Cambodian Red Cross Society            | Società Cambogiana della Croce Rossa                            |             |      |                  | |
| Camerun                   |         | (FR) Croix-Rouge Camerounaise                                                               | Croce Rossa camerunese                                          | 1960        | 1963 | 1963             | |
| Canada                    |         | (EN) Canadian Red Cross (FR) Croix-Rouge canadienne                                         | Croce Rossa canadese                                            |             |      |                  | http://www.redcross.ca http://www.croixrouge.ca                                                                            |
| Capo Verde                |         | (PT) Cruz Vermelha de Cabo Verde                                                            | Croce Rossa di Capo Verde                                       | 1984        | 1985 | 1985             | |
| Ciad                      |         | (FR) Croix-Rouge du Tchad                                                                   | Croce Rossa del Ciad                                            | 1970        | 1988 | 1988             | |
| Cile                      |         | (ES) Cruz Roja Chilena                                                                      | Croce Rossa cilena                                              | 1905        |      |                  | |
| Cina                      |         | (ZH) 中国红十字会 (EN) Red Cross Society of China                                           | Società della Croce Rossa di Cina                               |             |      |                  | |
| Cipro                     |         | (EL) Κυπριακός Ερυθρός Σταυρός (TR) Kibris Kizil Haç Cemiyati (EN) Cyprus Red Cross Society | Società della Croce Rossa di Cipro                              | 1960        | 2012 | non riconosciuta | |
| Colombia                  |         | (ES) Cruz Roja Colombiana                                                                   | Croce Rossa colombiana                                          |             |      |                  | |
| Comore                    |         | (FR) Le Croissant-Rouge Comorien                                                            | Mezzaluna Rossa comoriana                                       |             | 2005 | 2005             | |
| Corea del Nord            |         | (EN) Red Cross Society of the Democratic People's Republic of Korea                         | Società della Croce Rossa della Repubblica Democratica di Corea |             |      |                  | http://www.ifrc.org/en/what-we-do/where-we-work/asia-pacific/red-cross-society-of-the-democratic-peoples-republic-of-korea |
| Corea del Sud             |         | (EN) The Republic of Korea National Red Cross                                               | Società Nazionale della Croce Rossa della Repubblica di Corea   |             |      |                  | |
| Costa Rica                |         | (ES) Cruz Roja Costarricense                                                                | Croce Rossa costaricana                                         |             |      |                  | |
| Costa d'Avorio            |         | (FR) Croix-Rouge de Côte d'Ivoire                                                           | Croce Rossa di Côte d'Ivoire                                    | 1960        | 1963 | 1963             | |
| Croazia                   |         | (HR) Hrvatski Crveni Križ                                                                   | Croce Rossa croata                                              |             |      |                  | |
| Cuba                      |         | (ES) Cruz Roja Cubana                                                                       | Croce Rossa cubana                                              |             |      |                  | http://www.sld.cu/sitios/cruzroja/index.php                                                                                |
| Danimarca                 |         | (DA) Dansk Røde Kors                                                                        | Croce Rossa danese                                              |             |      |                  | |
| Dominica                  |         | (EN) Dominica Red Cross Society                                                             | Società della Croce Rossa di Dominica                           |             |      |                  | |
| Ecuador                   |         | (ES) Cruz Roja Equatoriana                                                                  | Croce Rossa ecuadoriana                                         |             |      |                  | http://www.cruzroja.org.ec/                                                                                                |
| Egitto                    |         | (AR) الهلال الأحمر المصري (EN) Egyptian Red Crescent Society                                | Mezzaluna Rossa egiziana                                        |             |      |                  | |
| El Salvador               |         | (ES) Cruz Roja Salvadoreña                                                                  | Croce Rossa salvadoregna                                        |             |      |                  | |
| Emirati Arabi Uniti       |         | (EN) United Arab Emirates Red Crescent                                                      | Mezzaluna Rossa degli Emirati Arabi Uniti                       |             |      |                  | |
| Estonia                   |         | (ET) Eesti Punane Rist                                                                      | Croce Rossa estone                                              | 1919        |      |                  | |
| Etiopia                   |         | (EN) Ethiopian Red Cross Society                                                            | Società etiope della Croce Rossa                                | 1935        | 1935 | 1950             | |
| Figi                      |         | (EN) Fiji Red Cross Society                                                                 | Società della Croce Rossa delle Figi                            |             |      |                  | |
| Filippine                 |         | (EN) The Philippine National Red Cross                                                      | Croce Rossa Nazionale delle Filippine                           |             |      |                  | |
| Finlandia                 |         | (FI) Suomen Punainen Risti Finlands Röda Kors                                               | Croce Rossa finlandese                                          |             |      |                  | |
| Francia                   |         | (FR) Croix-Rouge Française                                                                  | Croce Rossa francese                                            | 1864        |      | 1919             | http://www.croix-rouge.fr                                                                                                  |
| Gabon                     |         | (FR) Croix-Rouge Gabonaise                                                                  | Croce Rossa gabonese                                            | 1997        | 1999 | 1999             | |
| Gambia                    |         | (EN) The Gambia Red Cross Society                                                           | Società della Croce Rossa del Gambia                            | 1966        | 1974 | 1975             | |
| Georgia                   |         | (KA) საქართველოს წითელი ჯვრის საზოგადოება (EN) Georgia Red Cross Society                    | Società georgiana della Croce Rossa                             |             |      |                  | |
| Germania                  |         | (DE) Deutsches Rotes Kreuz                                                                  | Croce Rossa tedesca                                             | 1952        |      | 1954             | http://www.drk.de |
| Ghana                     |         | (EN) Ghana Red Cross Society                                                                | Società della Croce Rossa del Ghana                             | 1958        |      |                  | |
| Giamaica                  |         | (EN) Jamaica Red Cross Society                                                              | Società della Croce Rossa di Giamaica                           |             |      |                  | |
| Giappone                  |         | (JA) 日本赤十字社 (EN) Japanese Red Cross Society                                           | Società giapponese della Croce Rossa                            |             |      | 1919             | |
| Giordania                 |         | (EN) Jordan Red Crescent                                                                    | Mezzaluna Rossa di Giordania                                    |             |      |                  | |
| Grecia                    |         | (EL) Ελληνικός Ερυθρός Σταυρός                                                              | Croce Rossa ellenica                                            | 1877        |      |                  | |
| Grenada                   |         | (EN) Grenada Red Cross Society                                                              | Società della Croce Rossa di Grenada                            |             |      |                  | |
| Guatemala                 |         | (ES) Cruz Roja Guatemalteca                                                                 | Croce Rossa guatemalteca                                        |             |      |                  | |
| Guinea                    |         | (FR) Croix-Rouge de Guinée                                                                  | Croce Rossa della Guinea                                        | 1984        | 1986 | 1986             | http://www.ifrc.org/fr/introduction/ou-intervenons-nous/africa/croix-rouge-guineenne                                       |
| Guinea-Bissau             |         | (PT) Cruz Vermelha da Guiné-Bissau                                                          | Croce Rossa della Guinea-Bissau                                 | 1977        | 1986 |                  | https://web.archive.org/web/20150210144430/http://forumsnlp.org/index.php?option=com_content&view=article&id=62&Itemid=59  |
| Guinea Equatoriale        |         | (ES) Cruz Roja de Guinea Equatorial                                                         | Croce Rossa della Guinea Equatoriale                            | 1985        | 1995 | 1995             | http://www.ifrc.org/es/introduccion/donde-trabajamos/africa/cruz-roja-de-guinea-ecuatorial                                 |
| Guyana                    |         | (EN) Guyana Red Cross                                                                       | Croce Rossa di Guyana                                           |             |      |                  | |
| Haiti                     |         | (FR) Croix-Rouge haïtienne                                                                  | Croce Rossa haitiana                                            |             |      |                  | http://www.croixrouge.ht                                                                                                   |
| Honduras                  |         | (ES) Cruz Roja Hondureña                                                                    | Croce Rossa honduregna                                          |             |      |                  | |
| Hong Kong                 |         | (ZH) 香港紅十字會 (EN) Hong Kong Red Cross                                                  | Croce Rossa di Hong Kong                                        |             |      |                  | http://www.redcross.org.hk                                                                                                 |
| India                     |         | (EN) Indian Red Cross Society                                                               | Società indiana della Croce Rossa                               |             |      |                  | |
| Indonesia                 |         | (ID) Palang Merah Indonesia                                                                 | Croce Rossa indonesiana                                         |             |      |                  | |
| Iran                      |         | (FA) منوي اصلي (EN) Iranian Red Crescent                                                    | Mezzaluna Rossa iraniana                                        |             |      |                  | |
| Iraq                      |         | (EN) Iraqi Red Crescent Organization                                                        | Organizzazione irachena della Mezzaluna Rossa                   |             |      |                  | |
| Irlanda                   |         | (EN) Irish Red Cross (GA) Crois Dhearg na hÉireann                                          | Croce Rossa irlandese                                           |             |      |                  | |
| Islanda                   |         | (IS) Rauði kross Íslands                                                                    | Croce Rossa islandese                                           |             |      |                  | |
| Isole Cayman              |         | (EN) Cayman Islands Red Cross                                                               | Croce Rossa delle Isole Cayman                                  | 1961        |      |                  | |
| Isole Cook                |         | (EN) Cook Islands Red Cross                                                                 | Croce Rossa delle Isole Cook                                    |             |      |                  | |
| Fær Øer                   |         | (FO) Føroya Reyðikrossur                                                                    | Croce Rossa delle Isole Fær Øer                                 | 1926        |      |                  | http://www.reydikrossur.fo                                                                                                 |
| Isole Salomone            |         | (EN) The Solomon Island Red Cross                                                           | Croce Rossa delle Isole Salomone                                |             |      |                  | |
| Israele                   |         | (HE) מגן דוד אדום (EN) Magen David Adom in Israel                                           | Stella di David Rossa d'Israele                                 | 1930        | 2006 | 2006             | http://www.mdais.com Archiviato il 27 ottobre 2010 in Internet Archive.                                                    |
| Italia                    |         | Croce Rossa Italiana                                                                        | Croce Rossa Italiana                                            | 1864        | 1864 | 1919             | http://www.cri.it |
| Kazakistan                |         | (KK) Общество Красного Полумесяца Республики Казахстан (EN) Kazakh Red Crescent Society     | Società kazaka della Mezzaluna Rossa                            |             |      |                  | |
| Kenya                     |         | (EN) Kenya Red Cross Society                                                                | Società della Croce Rossa del Kenya                             |             |      |                  | |
| Kirghizistan              |         | Красный Полумесяц Кыргызстана                                                               | Mezzaluna Rossa del Kirghizistan                                |             |      |                  | |
| Kiribati                  |         | (EN) Kiribati Red Cross Society                                                             | Società della Croce Rossa del Kiribati                          |             |      |                  | |
| Kuwait                    |         | (AR) جمعية الهلال الأحمر الكويتي (EN) Kuwait Red Crescent Society                           | Società della Mezzaluna Rossa del Kuwait                        |             |      |                  | |
| Laos                      |         | (FR) Croix-Rouge Lao                                                                        | Croce Rossa del Laos                                            |             |      |                  | |
| Lettonia                  |         | (LV) Latvijas Sarkanais Krust                                                               | Croce Rossa lettone                                             |             |      |                  | |
| Lesotho                   |         | (EN) Lesotho Red Cross Society                                                              | Società della Croce Rossa del Lesotho                           |             |      |                  | |
| Libano                    |         | (AR) الصليب الأحمر اللبناني (FR) Croix-Rouge Libanaise (EN) Lebanese Red Cross              | Croce Rossa libanese                                            |             |      |                  | |
| Liberia                   |         | (EN) Liberia National Red Cross Society                                                     | Società nazionale liberiana della Croce Rossa                   |             |      |                  | |
| Libia                     |         | (AR) الهلال الأحمر الليبي (EN) Libyan Red Crescent                                          | Mezzaluna Rossa libica                                          |             |      |                  | https://web.archive.org/web/20190122085802/http://www.libyanrc.org/                                                        |
| Liechtenstein             |         | (DE) Liechtensteinisches Rotes Kreuz                                                        | Croce Rossa Liechtensteinese                                    |             |      |                  | http://www.roteskreuz.li                                                                                                   |
| Lituania                  |         | (LT) Lietuvos Raudonojo Kryžiaus Draugija                                                   | Croce Rossa lituana                                             |             |      |                  | |
| Lussemburgo               |         | (FR) Croix-Rouge Luxembourgueoise                                                           | Croce Rossa lussemburghese                                      |             |      |                  | http://www.croix-rouge.lu                                                                                                  |
| Macao                     |         | (ZH) 著作權所有 澳門紅十字會 (PT) Cruz Vermelha de Macau (EN) Macau Red Cross               | Croce Rossa di Macao                                            |             |      |                  | https://www.redcross.org.mo                                                                                                |
| Macedonia del Nord        |         | (MK) Црвен Крст на Република Македонија                                                     | Croce Rossa della Repubblica di Macedonia                       |             |      |                  | |
| Madagascar                |         | (FR) Croix-Rouge Malagasy                                                                   | Croce Rossa malgascia                                           |             |      |                  | |
| Malawi                    |         | (EN) Malawi Red Cross Society                                                               | Società della Croce Rossa del Malawi                            |             |      |                  | |
| Maldive                   |         | (EN) Maldivian Red Crescent                                                                 | Mezzaluna rossa delle Maldive                                   | 2009        | 2011 | 2011             | |
| Malaysia                  |         | (MS) Bulan Sabit Merah Malaysia (EN) Malaysian Red Crescent Society                         | Società Malese della Mezzaluna Rossa                            |             |      |                  | |
| Mali                      |         | (FR) Croix-Rouge Malienne                                                                   | Croce Rossa del Mali                                            |             |      |                  | |
| Malta                     |         | (EN) Malta Red Cross Society                                                                | Società Maltese della Croce Rossa                               |             |      |                  | http://www.redcross.org.mt                                                                                                 |
| Marocco                   |         | (FR) Croissant-Rouge Marocain الهلال الأحمر المغربي                                         | Mezzaluna Rossa marocchina                                      |             |      |                  | |
| Mauritania                |         | (FR) Croissant-Rouge Mauritanien الهلال الأحمر الموريتاني                                   | Mezzaluna Rossa mauritana                                       |             |      |                  | |
| Mauritius                 |         | (EN) Mauritius Red Cross Society                                                            | Società della Croce Rossa di Mauritius                          |             |      |                  | |
| Messico                   |         | (ES) Cruz Roja Mexicana                                                                     | Croce Rossa messicana                                           |             |      |                  | |
| Micronesia                |         | (EN) Micronesia Red Cross                                                                   | Croce Rossa micronesiana                                        |             |      |                  | http://www.ifrc.org/en/what-we-do/where-we-work/asia-pacific/micronesia-red-cross-society                                  |
| Moldavia                  |         | (EN) Red Cross Society of Moldova                                                           | Società della Croce Rossa di Moldavia                           |             |      |                  | http://redcross.md - |
| Monaco                    |         | (FR) La Croix-Rouge Monégasque                                                              | Croce Rossa monegasca                                           | 1948        |      |                  | http://www.croix-rouge.mc                                                                                                  |
| Mongolia                  |         | (MN) Монголын Улаан Загалмайн Нийгэмлэг (EN) Mongolian Red Cross Society (MRCS)             | Società mongola della Croce Rossa                               |             |      |                  | |
| Montenegro                |         | Crveni krst Crne Gore                                                                       | Croce Rossa del Montenegro                                      |             |      |                  | |
| Mozambico                 |         | (PT) Cruz Vermelha de Moçambique                                                            | Croce Rossa del Mozambico                                       |             |      |                  | |
| Namibia                   |         | (EN) Namibia Red Cross Society                                                              | Società della Croce Rossa della Namibia                         | 1992        | 1992 | 1992             | http://www.redcross.org.na Archiviato il 18 dicembre 2014 in Internet Archive.                                             |
| Nepal                     |         | (EN) Nepal Red Cross Society (NRCS)                                                         | Società della Croce Rossa del Nepal                             |             |      |                  | |
| Nicaragua                 |         | (ES) Cruz Roja Nicaragüense                                                                 | Croce Rossa nicaraguense                                        | 1958 - 2023 |      |                  | |
| Niger                     |         | (FR) Croix-Rouge du Niger                                                                   | Croce Rossa del Niger                                           | 1963        |      |                  | |
| Nigeria                   |         | (EN) Nigerian Red Cross Society                                                             | Società nigeriana della Croce Rossa                             | 1960        |      | 1961             | |
| Norvegia                  |         | (NO) Norges Røde Kors                                                                       | Croce Rossa norvegese                                           | 1865        |      |                  | |
| Nuova Zelanda             |         | (EN) New Zealand Red Cross                                                                  | Croce Rossa neozelandese                                        |             |      |                  | |
| Paesi Bassi               |         | (NL) Het Nederlandse Rode Kruis                                                             | Croce Rossa neerlandese                                         | 1867        |      |                  | http://www.rodekruis.nl |
| Pakistan                  |         | (EN) Pakistan Red Crescent Society (PRCS)                                                   | Società della Mezzaluna Rossa del Pakistan                      |             |      |                  | |
| Palau                     |         | (EN) Palau Red Cross Society                                                                | Società della Croce Rossa di Palau                              |             |      |                  | http://www.ifrc.org/en/what-we-do/where-we-work/asia-pacific/palau-red-cross-society                                       |
| Palestina                 |         | (EN) Palestine Red Crescent Society                                                         | Società Palestinese della Mezzaluna Rossa                       |             |      |                  | http://www.palestinercs.org                                                                                                |
| Panama                    |         | (ES) Cruz Roja Panameña                                                                     | Croce Rossa Panamense                                           |             |      |                  | |
| Papua Nuova Guinea        |         | (EN) Papua New Guinea Red Cross Society                                                     | Società della Croce Rossa di Papua Nuova Guinea                 |             |      |                  | |
| Paraguay                  |         | (ES) Cruz Roja Paraguaya                                                                    | Croce Rossa paraguaiana                                         |             |      |                  | |
| Perù                      |         | (ES) Cruz Roja Peruana                                                                      | Croce Rossa peruviana                                           | 1879        | 1880 |                  | https://www.cruzroja.org.pe/                                                                                               |
| Polonia                   |         | (PL) Polski Czerwony Krzyż                                                                  | Croce Rossa polacca                                             |             |      |                  | |
| Portogallo                |         | (PT) Cruz Vermelha Portuguesa                                                               | Croce Rossa portoghese                                          |             |      |                  | https://www.cruzvermelha.pt/                                                                                               |
| Regno Unito               |         | (EN) British Red Cross                                                                      | Croce Rossa britannica                                          |             |      | 1919             | https://www.redcross.org.uk/                                                                                               |
| Rep. Ceca                 |         | (CS) Český Červený Kříž                                                                     | Croce Rossa ceca                                                |             |      |                  | |
| Rep. Centrafricana        |         | (FR) Croix-Rouge Centrafricaine                                                             | Croce Rossa centrafricana                                       | 1966        | 1973 | 1975             | |
| Rep. del Congo            |         | (FR) Croix-Rouge Congolaise                                                                 | Croce Rossa congolese                                           | 1964        | 1976 | 1977             | |
| RD del Congo              |         | (FR) Croix-Rouge de la R.D.C.                                                               | Croce Rossa della Repubblica Democratica del Congo              | 1961        | 1963 | 1963             | |
| Rep. Dominicana           |         | (ES) Cruz Roja Dominicana                                                                   | Croce Rossa dominicana                                          |             |      |                  | |
| Romania                   |         | (RO) Societatea Națională de Cruce Roșie din România                                        | Società Nazionale di Croce Rossa in Romania                     | 1876        |      |                  | https://crucearosie.ro/ |
| Ruanda                    |         | (EN) Rwandan Red Cross (FR) Croix Rouge Rwandaise                                           | Croce Rossa ruandese                                            |             |      |                  | |
| Russia                    |         | (RU) Российский Красный Крест                                                               | Croce Rossa russa                                               |             |      |                  | |
| Saint Kitts e Nevis       |         | (EN) Saint Kitts and Nevis Red Cross Society                                                | Società della Croce Rossa di Saint Kitts and Nevis              |             |      |                  | |
| Saint Vincent e Grenadine |         | (EN) Saint Vincent and the Grenadines Red Cross Society                                     | Società della Croce Rossa di Saint Vincent e Grenadine          |             |      |                  | |
| Samoa                     |         | (EN) Samoa Red Cross Society                                                                | Società samoana della Croce Rossa                               |             |      |                  | |
| San Marino                |         | Croce Rossa Sammarinese                                                                     | Croce Rossa Sammarinese                                         | 1949        | 1950 | 1952             | http://www.crs.sm |
| Saint Lucia               |         | (EN) Saint Lucia Red Cross                                                                  | Croce Rossa di Santa Lucia                                      |             |      |                  | |
| São Tomé e Príncipe       |         | (PT) Cruz Vermelha de São Tomé e Principe                                                   | Croce Rossa di São Tomé e Príncipe                              |             |      |                  | |
| Senegal                   |         | (FR) Croix-Rouge Senegalaise                                                                | Croce Rossa senegalese                                          |             |      |                  | |
| Serbia                    |         | (SR) Црвени крст Србије                                                                     | Croce Rossa serba                                               |             |      |                  | |
| Seychelles                |         | (FR) Seychelles Red Cross Society                                                           | Società Seicellese della Croce Rossa                            |             |      |                  | |
| Sierra Leone              |         | (EN) Sierra Leone Red Cross Society                                                         | Società della Croce Rossa della Sierra Leone                    |             |      |                  | |
| Singapore                 |         | (EN) Singapore Red Cross Society                                                            | Società della Croce Rossa di Singapore                          |             |      |                  | http://www.redcross.org.sg Archiviato il 9 gennaio 2016 in Internet Archive.                                               |
| Siria                     |         | (AR) منظمة الهلال الأحمر العربي السوري (EN) Syrian Arab Red Crescent                        | Mezzaluna Rossa araba siriana                                   |             |      |                  | |
| Slovacchia                |         | (SK) Slovenský Červený Kríž                                                                 | Croce Rossa slovacca                                            |             |      |                  | |
| Slovenia                  |         | (SL) Rdeči Križ Slovenije                                                                   | Croce Rossa slovena                                             |             |      |                  | http://www.rks.si |
| Somalia                   |         | (EN) Somali Red Crescent Society                                                            | Società somala della Mezzaluna Rossa                            |             |      |                  | http://bishacas-srcs.org                                                                                                   |
| Spagna                    |         | (ES) Cruz Roja Española                                                                     | Croce Rossa spagnola                                            |             |      |                  | |
| Sri Lanka                 |         | (EN) Sri Lanka Red Cross Society                                                            | Società della Croce Rossa dello Sri Lanka                       |             |      |                  | |
| Stati Uniti               |         | (EN) American Red Cross                                                                     | Croce Rossa americana                                           |             |      | 1919             | http://www.redcross.org |
| Sudafrica                 |         | (EN) The South African Red Cross Society                                                    | Società sudafricana della Croce Rossa                           |             |      |                  | |
| Sudan                     |         | (EN) Sudanese Red Crescent Society                                                          | Società sudanese della Mezzaluna Rossa                          |             |      |                  | |
| Sudan del Sud             |         | (EN) South Sudan Red Cross                                                                  | Croce Rossa del Sud Sudan                                       | 2011        | 2011 | 2011             | http://www.southsudanredcross.org Archiviato il 18 dicembre 2014 in Internet Archive.                                      |
| Suriname                  |         | (EN) Surinaamse Rode Kruis                                                                  | Croce Rossa surinamese                                          |             |      |                  | http://www.surinameredcross.sr Archiviato il 2 aprile 2014 in Internet Archive.                                            |
| Svezia                    |         | (SV) Svenska Röda Korset                                                                    | Croce Rossa svedese                                             |             |      |                  | |
| Svizzera                  |         | (DE) Schweizerisches Rotes Kreuz (FR) Croix-Rouge Suisse (IT) Croce Rossa Svizzera          | Croce Rossa svizzera                                            | 1866        |      |                  | https://www.redcross.ch |
| eSwatini                  |         | (EN) Baphalali Swaziland Red Cross Society                                                  | Società della Croce Rossa dello Swaziland                       | 1970        | 1979 | 1979             | |
| Tagikistan                |         | (EN) Red Crescent Society of Tajikistan                                                     | Società della Mezzaluna Rossa del Tagikistan                    |             |      |                  | |
| Tanzania                  |         | (EN) Tanzania Red Cross National Society                                                    | Società Nazionale Tanzanese della Croce Rossa                   |             |      |                  | |
| Thailandia                |         | (TH) สภากาชาดไทย (EN) Thai Red Cross Society'                                               | Società thailandese della Croce Rossa                           |             |      |                  | |
| Timor Est                 |         | (PT) Cruz Vermelha de Timor-Leste (CVTL)                                                    | Croce Rossa di Timor Est                                        |             |      |                  | http://www.redcross.tl |
| Tonga                     |         | (EN) Tonga Red Cross Society                                                                | Croce Rossa Tongana                                             |             |      |                  | |
| Togo                      |         | (FR) Croix-Rouge Togolaise                                                                  | Croce Rossa togolese                                            |             |      |                  | |
| Trinidad e Tobago         |         | (EN) Trinidad and Tobago Red Cross Society                                                  | Società della Croce Rossa di Trinidad e Tobago                  |             |      |                  | |
| Tunisia                   |         | (FR) Croissant Rouge Tunisien                                                               | Mezzaluna Rossa tunisina                                        |             |      |                  | |
| Turchia                   |         | (TR) Türk Kızılayı                                                                          | Mezzaluna Rossa turca                                           |             |      |                  | |
| Turkmenistan              |         | (EN) Red Crescent Society of Turkmenistan                                                   | Società della Mezzaluna Rossa del Turkmenistan                  |             |      |                  | |
| Ucraina                   |         | (UK) Товариства Червоного Хреста України                                                    | Delegazione Ucraina della Croce Rossa                           |             |      |                  | |
| Uganda                    |         | (EN) Uganda Red Cross Society                                                               | Società della Croce Rossa d'Uganda                              |             |      |                  | |
| Ungheria                  |         | (HU) Magyar Vöröskereszt                                                                    | Croce Rossa ungherese                                           |             |      |                  | |
| Uruguay                   |         | (ES) Cruz Roja Uruguaya                                                                     | Croce Rossa uruguaiana                                          |             |      |                  | |
| Uzbekistan                |         | (EN) Uzbek Red Crescent Society                                                             | Società uzbeca della Mezzaluna Rossa                            |             |      |                  | |
| Vanuatu                   |         | (EN) Vanuatu Red Cross Society                                                              | Società della Croce Rossa di Vanuatu                            |             |      |                  | |
| Venezuela                 |         | (ES) Cruz Roja Venezolana                                                                   | Croce Rossa venezuelana                                         |             |      |                  | |
| Vietnam                   |         | (VI) Hội Chữ thập đỏ Việt Nam                                                               | Croce Rossa vietnamita                                          |             |      |                  | |
| Yemen                     |         | (AR) جمعية الهلال الأحمر اليمني (EN) Yemen Red Crescent                                     | Mezzaluna Rossa dello Yemen                                     |             |      |                  | |
| Zambia                    |         | (EN) Zambia Red Cross Society                                                               | Società della Croce Rossa dello Zambia                          |             |      |                  | |
| Zimbabwe                  |         | (EN) Zimbabwe Red Cross Society                                                             | Società della Croce Rossa dello Zimbabwe                        |             |      |                  | |

### Società non riconosciute dal CICR (ICRC)
| Nazione        | Simbolo | Denominazione/i ufficiale/i                                            | Denominazione in italiano            | Fondazione | Internet                                                               |
| -------------- | ------- | ---------------------------------------------------------------------- | ------------------------------------ | ---------- | ---------------------------------------------------------------------- |
| Cipro del Nord |         | (TR) Kuzey Kıbrıs Türk Kızılayı (EN) North Cyprus Red Crescent Society | Mezzaluna Rossa Turca di Cipro Nord  | 1974       | https://web.archive.org/web/20140331014713/http://www.kizilaykktc.org/ |
| Eritrea        |         | (EN) Red Cross Society of Eritrea                                      | Società della Croce Rossa di Eritrea | 1991       |                                                                        |
| Sahraui        |         | (AR) الهلال الأحمر الصحراوي (EN) Saharawi Red Crescent                 | Mezzaluna Rossa Sahrawi              | 1975       |                                                                        |
| Taiwan         |         | (ZH) 中華民國紅十字會 (EN) Red Cross Society of the Republic of China  | Croce Rossa della Repubblica di Cina | 1904       | http://www.redcross.org.cn                                             |

### Paesi privi di una società nazionale di Croce Rossa o Mezzaluna Rossa
Membri ONU
- Bhutan
- Isole Marshall
- Nauru
- Oman

Paesi osservatori o non membri ONU
- Città del Vaticano
- Kosovo